# Indiochaitophorus furcatus
Indiochaitophorus furcatus är en insektsart som beskrevs av Krishna K. Verma 1970. Indiochaitophorus furcatus ingår i släktet Indiochaitophorus och familjen långrörsbladlöss. Inga underarter finns listade i Catalogue of Life.